# Cordilura fulvipes
Cordilura fulvipes är en tvåvingeart som först beskrevs av Johann Wilhelm Meigen 1838.  Cordilura fulvipes ingår i släktet Cordilura och familjen kolvflugor.
Artens utbredningsområde är Tyskland. Inga underarter finns listade i Catalogue of Life.